# The Mageseeker
The Mageseeker: A League of Legends Story è un videogioco action RPG sviluppato da Digital Sun e pubblicato da Riot Forge. Gioco spin-off del franchise di League of Legends.

## Modalità di gioco
La storia del gioco segue Sylas, mentre fugge dalla prigionia e guida un gruppo di maghi ribelli per una rivoluzione contro il regno tirannico di Demacia. The Mageseeker è un videogioco di ruolo d'azione in 2D giocato da una prospettiva dall'alto. Sylas può scattare e usare le sue catene per tirarsi verso avversari ostili. Può lanciare una vasta gamma di incantesimi elementali, anche se può anche prendere temporaneamente in prestito le abilità magiche dei nemici per usarle una sola volta in combattimento. Oltre alla campagna principale, il gioco presenta anche missioni secondarie, che consentono ai giocatori di assaltare le basi nemiche o completare le sfide dell'arena.

## Sviluppo
Il gioco è stato sviluppato dallo studio spagnolo Digital Sun, lo studio dietro Moonlighter. Il gioco è stato annunciato ufficialmente da Riot Forge nel febbraio 2023 ed è stato pubblicato per Microsoft Windows, Nintendo Switch, PlayStation 4, PlayStation 5, Xbox One e Xbox Series X/S nell'aprile 2023.

## Accoglienza
Secondo l'aggregatore di recensioni Metacritic, il gioco ha ricevuto recensioni generalmente positive al momento dell'uscita.